# Мирко Нововић
Мирко Нововић (Цецуни, код Андријевице, 18. новембар 1917 — Београд, 28. август 1997) био је учесник Народноослободилачке борбе, генерал-потпуковник ЈНА и народни херој Југославије.

## Биографија
Рођен је 18. новембра 1917. године у селу Цецунима, код Андријевице. Потицао је из сиромашне сељачке породице. У родном месту је завршио основну школу, у Беранама је завршио шест разреда гимназије, а седми и осми разред гимназије је завршио у Пећи. Потом је уписао Технички факултет у Београду.
Још као ученик гимназије у Беранама прикључио се омладинском револуционарном покрету. Пошто је у седмом разреду гимназије био један од организатора штрајка ученика, био је искључен из гимназије, па је школовање морао наставити у Пећи. Као седамнаестогодишњак, 1934. године био је примљен у чланство Савеза комунистичке омладине Југославије (СКОЈ), а октобра 1936. године је постао је члан Комунистичке партије Југославије (КПЈ). По доласку на студије у Београд, своју политичку активност је наставио у оквиру револуционарног студентског покрета, који је тих година био веома активан на Универзитету у Београду.
Био је члан Бироа КПЈ за Технички факултет и секретар партијске ћелије на овом факултету. Поред политичке активности на факултету, није запостављао ни политичку активност у родном крају где је често одлазио. Био је секретар Месног комитета СКОЈ-а за срез андријевички и секретар Месног комитета КПЈ у Андријевици. Због свог политичког и револуционарног рада више пута је био хапшен и прогањан. Због учешћа у демонстрацијама у Андријевици, био је у затвору месец дана. Био је затваран и од стране Државног суда за заштиту државе па је два месеца провео у истражном затвору на Ади Циганлији, а 1940. године је провео месец дана у затвору Управе града Београда злогласној „Главњачи“.
Одмах након окупације Краљевине Југославије, априла 1941. године вратио се у родни крај. Одмах по доласку преузео је дужност секретара бироа ћелија КПЈ у Андријевици и активно је радио на припреми оружаног устанка. На почетку Тринаестојулског устанка руководио је Цецунским герилским одредом и са њим учествовао у нападу на Андријевицу, 16. јула 1941. године.
У јесен 1941. године, био је један од добровољаца који су се пријавили у Црногорско-санџачки одред, са којим је 1. децембра 1941. године учествовао у Пљеваљској битци. Убрзо потом, ступио је у тада формирану Прву пролетерску удрану бригаду. Као изузетно храбром и способном борцу била му је поверена дужност — пушкомитраљесца у Првом црногорском батаљону. Истакао се у многим борбама ове бригаде од Рудог, преко Романије, Игмана, Улога, Колашина, Мојковца и др.
У борби за Улог, својим пушкомитраљезом је успешно штитио напад бораца Првог црногорског батаљона. Посебно се истакао у тешким борбама око Мојковца и Колашина, маја 1942. године са четницима Павла Ђуришића. Августа 1942. године у току борбе за Ливно, са групом бораца успео је да зароби и разоружа већу групу усташа и домобрана. Касније је био постављен за заменика политичког комесара чете, али се ни тада није одвојио од пушкомитраљеза. Истакао се и у борбама током Четврте и Пете непријатељске офанзиве, а посебно у борбама — на Иван-седлу, приликом форсирања Дрине, априла 1943. године; у борби на Златном Бору, 21. маја 1943. године; као и у борбама на Балиновцу и Миљевини.
Године 1943. постављен је за заменик политичког комесара Прве далматинске ударне бригаде, а касније за руководиоца Политодела 25. српске дивизије и заменика политичког комесара Прве пролетерске дивизије.
После ослобођења Југославије, наставио је професионалну војну каријеру у Југословенској народној армији (ЈНА). Завршио је Вишу војну академију ЈНА и налазио се на одговорним дужностима — политичког комесара Прве дивизије, политичког комесара дивизије Корпуса народне одбране Југославије (КНОЈ), начелника политичког одељења армије, начелника Политичке школе ЈНА, начелника Више школе цивилне одбране, начелника Завода за социјално осигурање војних осигураника и др. Вршио је и одговорне дужности у Опуномоћству СКЈ за ЈНА на нивоу армије и армијске области. Активна војна служба у ЈНА му је престала 1977. године у чину генерал-потпуковника.
Године 1986. заједно са групом аутора издао је књигу „Прва далматинска пролетерска бригада“.
Умро је 28. августа 1997. године у Београду и сахрањен је у Алеји народних хероја на Новом гробљу.
Носилац је Партизанске споменице 1941. и других југословенских одликовања, међу којима су — Орден братства и јединства са златним венцем и Орден партизанске звезде са сребрним венцем, Орден за војне заслуге са златним мачевима, Орден народне армије са златном звездом и Орден за храброст. Од иностраних одликовања се истиче пољски Партизански крст. Орденом народног хероја је одликован 27. новембра 1953. године.